# Conspiració de Bangkok
La Conspiració de Bangkok, també coneguda com a Conspiració de Dap Chhuon, va ser una suposada conspiració internacional per fer fora el príncep Norodom Sihanouk de Cambodja, en principi orquestrada per part dels polítics d'extrema dreta Sam Sary, Son Ngoc Thanh, el senyor de la guerra i governador Dap Chhuon, els governs de Tailàndia i Vietnam del sud i, possiblement, amb la participació del serveis d'intel·ligència dels Estats Units (la CIA).
Segons va exposar més tard el propi Sihanouk, el cop havia de ser realitzat per part de les tropes irregulars de Thanh, els Khmer Serei, la majoria dels quals pertanyents a la minoria Khmer Krom del sud del Vietnam. Els Khmer Serei van desplegar-se al sector sud del país, a la frontera, mentre que Chhuon, que havia estat els darrers anys aliat i membre del govern de Sihanouk, havia de començar un alçament al nord-est. A principis de febrer de 1959, l'almirall Harry Felt, el general Lawton Collins i el coronel Edward Lansdale van visitar la base de Chhuon a Siem Reap.
Els serveis d'intel·ligència de Sihanouk van descobrir detalls del complot i, el 21 de febrer de 1959, van enviar un batalló per arrestar a Chhuon. Chhuon va fugir, però un ciutadà nord-americà, suposadament operador de ràdio de la CIA, Victor Matsui, va ser arrestat. Chhuon va ser detingut més tard, interrogat, i mort a conseqüència de les ferides causades, en un incident bastant fosc que va impedir que fos interrogat més a fons. Sihanouk, més tard, va exposar que el seu ministre de Defensa, Lon Nol, havia fet matar Chhuon per impedir que l'impliqués en el cop.
Sihanouk va fer que les fotografies del cos de Chhuon fossin mostrades en una avinguda principal de la capital, Phnom Penh. Dels altres principals conspiradors, Sary va desaparèixer el 1962, mentre que Thanh va involucrar-se en el govern de Lon Nol de 1970, abans de marxar al Vietnam. Un germà de Chhuon, Slat Peou, membre de la delegació de Sihhanouk a les Nacions Unides i amic de Matsui, va ser executat per traïció.
Sihanouk, director de cinema amateur, va utilitzar la conspiració com a base per una pel·lícula, "Ombra sobre Angkor". Allí assegurava que hi havia evidències concloents que els Estats Units havien intentat desestabilitzar el seu règim, a conseqüència de l'establiment de relacions amb la Xina comunista.